# Jarle Osnes
Jarle Osnes, född 27 oktober 1922, död 4 april 2021, var en norsk-svensk arkitekt.
Osnes, var son till köpman Bjarte Osnes och Nancy Hatløy, avlade studentexamen i Volda 1946, utexaminerades från Chalmers tekniska högskola 1954 och innehade eget arkitektkontor i Göteborg från 1957. Han har ritat bland annat Zackrissons möbelhus i Mölndal, radhusområde i Högsbohöjd i Göteborg samt högstadieskolor i Tidaholm, Töreboda, Götene och Skara. Han har erhållit pris och inköp i ett flertal arkitekttävlingar, bland annat 1:a pris för högstadieskolor i Sysslebäck och Nossebro samt mellanstadieskola i Särö.